# Мисакова, Милослава
Милослава Мисакова (-Чамкова) (чеш. Miloslava Misáková (-Čamková) ; 25 февраля 1922, Мокря-Нораков, Первая Чехословацкая республика — 1 июля 2015, Прага, Чехия) — чехословацкая гимнастка, чемпионка летних Олимпийских игр в Лондоне (1948).

## Спортивная карьера
Выступала за клуб Sokola Brno I. Окончила школу иностранных языков. 
На олимпийские игры в Лондоне (1948) приехала вместе с сестрой Элишкой, но та заболела полиомиелитом и скоропостижно скончалась. Несмотря на личную трагедию гимнастка вышла на помост и выиграла золотую медаль с чехословацкой сборной в командном первенстве. 
По завершении выступлений тренировала начинающих гимнасток и работала в качестве судьи в данном виде спорта. 
На момент смерти являлась старейшим из живших на тот момент победителем Олимпийских игр из Чехословакии. 